# Анкірський монумент
Анкірський монумент, Monumentum Ancyranum — пам'ятник давньоримської архітектури і літератури початку I століття н. е .; напис-білінгва, вирізана на стінах храму Августа і Роми, що знаходиться в провінції Галатії (Галац) на території міста Анкіра (сучасна Анкара, Туреччина).
Храм у формі периптера коринфського ордера побудований в кінці I століття до н. е. Після смерті Октавіана Августа в 14 році н. е. на стінах храму була висічена копія «Діянь божественного Августа» (Res gestae divi Augusti), заповіту імператора, латинською (на внутрішніх стінах) і грецькою (на зовнішніх стінах) мовами.